# I misteri di Parigi (serial cinematografico)
I misteri di Parigi (Les Mystères de Paris) è un serial muto del 1922 diretto da Charles Burguet.

## Trama

### Episodi[2]
1. Le Tapis franc
2. La Ferme de Bouqueval
3. Les Justiciers
4. Le Menage Pipelet
5. Les Suietes d'un bal a l'ambassade
6. Misere
7. Le Martyre de Louise Morel
8. L'Etude de Me. Ferrand
9. L'Ile du Ravageur
10. Le Maitre d'ecole et la Chouette
11. Celle qui venge
12. Son altesse Fleur de Marie

## Produzione
Il film fu prodotto dalla Phocea Film.

## Distribuzione
Distribuito in prima il 6 ottobre 1922, uscì anche in Italia nel marzo 1923 distribuito dalla Phocea, e in Portogallo il 6 ottobre 1924 con il titolo Os Mistérios de Paris.